# Danit Peleg
Danit Peleg, en hebreo: דנית פלג‎, (Israel, 1989) es una diseñadora de moda israelí con sede en Tel Aviv que creó la primera ropa impresa en 3D disponible en el mercado, y fue reconocida por Forbes como una de las 50 mujeres en tecnología más importantes de Europa.

## Trayectoria
Danit Peleg estudió Diseño de Moda en el Shenkar College of Engineering and Design . Su disertación investigó la posibilidad de imprimir ropa en 3D. En 2014, diseñó su primera chaqueta impresa en 3D, la Liberte, después de mucha experimentación con diferentes materiales y configuraciones. Después de este éxito inicial, creó más diseños para crear una colección completa.
Después de graduarse en 2015, comenzó su propio estudio, a través del cual proporciona diseños personalizados impresos en 3D para los clientes. 
En 2016, diseñó un vestido impreso en 3D para Amy Purdy, quien lo usó durante una presentación de baile durante la ceremonia de apertura de los Juegos Paralímpicos de 2016.
En 2017, se creó un conjunto de edición limitada de 100 chaquetas Bomber. Por $1500 por pieza, los clientes pueden imprimir su propia chaqueta personalizada.
Danit Peleg organizó un taller de tres días sobre moda impresa en 3D en 2018, donde 15 estudiantes de todo el mundo pudieron conocer su proceso de diseño.

## Reconocimientos
En 2018, Forbes la reconoció como una de las 50 mujeres más influyentes de Europa en tecnología.  En 2019 fue incluida por la BBC en su lista de las 100 Mujeres destacadas del año.